# Những chặng đường bụi bặm
Những chặng đường bụi bặm là một bộ phim truyền hình được thực hiện bởi Trung tâm Phim truyền hình Việt Nam do Trịnh Lê Phong làm đạo diễn. Phim phát sóng vào lúc 20h00 thứ 5 và thứ 6 hàng tuần bắt đầu từ ngày 20 tháng 2 năm 2025 và kết thúc vào ngày 30 tháng 5 năm 2025 trên kênh VTV3.

## Nội dung
Một người đàn ông ra tù ở tuổi xế chiều ông Nguyễn Văn Nhân (Võ Hoài Nam), một công tử thất thế Lê Vĩnh Nguyên (Đình Tú) và một thằng nhóc móc túi Phỏm (bé Đức Phong) cùng nhau tạo nên một câu chuyện giàu nam tính, không drama cũng chẳng có mấy yêu đương nhưng ấm áp, nhiều tiếng cười và gợi cả những suy tư về lẽ sống, đem đến góc nhìn tươi sáng tích cực về tình người trong xã hội.

## Diễn viên

### Diễn viên chính
- Võ Hoài Nam trong vai Ông Nguyễn Văn Nhân[3]
- Nguyễn Đình Tú trong vai Lê Vĩnh Nguyên[4]
- Nguyễn Quỳnh Châu trong vai Linh Đan[5]
- Nguyễn Thanh Bình trong vai Ông Lê Quốc Thụy
- Đức Phong trong vai Phỏm

### Diễn viên phụ
- Linh Huệ trong vai Bà Quyên
- Lại Phú Đôn trong vai Ông Đường
- Văn Báu trong vai Cụ Trí
- Đới Anh Quân trong vai Ông Cầm
- Tuyết Liên trong vai Bà Đanh
- Thùy Liên trong vai Giúp việc
- Ngọc Tản trong vai Cụ Huệ
- Quỳnh Dương trong vai Ông Vĩnh
- Thanh Tùng trong vai Ông Hồng
- Tô Tuấn Dũng trong vai Hậu
- Phạm Bảo Hân trong vai Chang
- Lâm Đức Anh trong vai Cường
- Đào Phương Anh trong vai Ly
- Đức Sơn trong vai Phú
- Vương Trọng Trí trong vai Nhất
- Tiến Huy trong vai Sinh
- Thái An trong vai Bà Bình
- Quang Lâm trong vai Ông Văn
- An Ninh trong vai Ông Tiếp
- Thiên Kiều trong vai Bà Tình
- Tuấn Vũ trong vai Ông Nhân (hồi trẻ)
- Chí Bách trong vai Nguyên (hồi trẻ)
- Lã Tất Đông trong vai Biển
- Tạ Vũ Thu trong vai Ông Đức
- Tuấn Thành trong vai Nam
- Hoàng Huy trong vai Ông Chuẩn
- Tiến Anh Tuấn trong vai Dũng

Cùng một số diễn viên khác...

## Ca khúc trong phim
Bài hát trong phim là ca khúc Đến cùng tận do Hà Anh Tuấn sáng tác.

## Sản xuất
Những chặng đường bụi bặm do Trịnh Lê Phong làm đạo diễn, kịch bản của phim được chấp bút bởi nhóm biên kịch Minh Ngọc, Hồng Tươi và Thủy Vũ. Bộ phim khai máy từ 23 tháng 9 năm 2024 và đóng máy vào 11 tháng 3 năm 2025 dự kiến 30 tập.
Vai chính của phim lần lượt được giao cho Võ Hoài Nam, Đình Tú, Đức Phong. Trong đó, tác phẩm lần này đã đánh dấu sự tái hợp của Võ Hoài Nam sau của bộ phim  Món quà của cha, Đình Tú sau của bộ phim Gặp em ngày nắng, Quỳnh Châu sau của bộ phim Người một nhà, Nguyễn Thanh Bình sau của bộ phim Không ngại cưới, chỉ cần một lý do.
Buổi họp báo ra mắt bộ phim được tổ chức vào ngày 12 tháng 2 năm 2025 tại Hà Nội, tác phẩm chính thức lên sóng vào ngày 20 tháng 2 năm 2025, mở màn khung giờ phim Việt mới 20h00 trên kênh VTV3.